# Челюскінська селищна рада
Челюскінська селищна рада — колишній орган місцевого самоврядування в ліквідованому Лутугинському районі Луганської області. Адміністративний центр — селище міського типу Челюскінець.

## Загальні відомості
Челюскінська селищна рада утворена в 1987 році. Ліквідована у 2020 році.

## Населені пункти
Селищній раді підпорядковані населені пункти:
- смт Челюскінець

## Склад ради
Рада складається з 16 депутатів та голови.

### Керівний склад попередніх скликань
| ПІБ                            | Основні відомості                                                        | Дата обрання | Дата звільнення |
| ------------------------------ | ------------------------------------------------------------------------ | ------------ | --------------- |
| Самохвалов Сергій Григорович   | Селищний голова, 1954 року народження, освіта вища, член Партії регіонів | 26.03.2006   | 31.10.2010      |
| Самохвалов Сергій Григорійович | Селищний голова, 1954 року народження, освіта вища, член Партії регіонів | 31.10.2010   |                 |

Примітка: таблиця складена за даними джерела